# Straßenbahn Damaskus

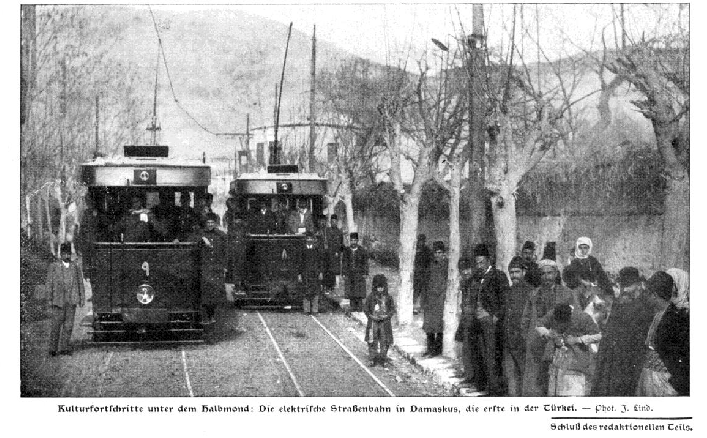
Deutsche Postkarte zur Eröffnung der Straßenbahn Damaskus. Links Triebwagen 9, rechts Triebwagen 8

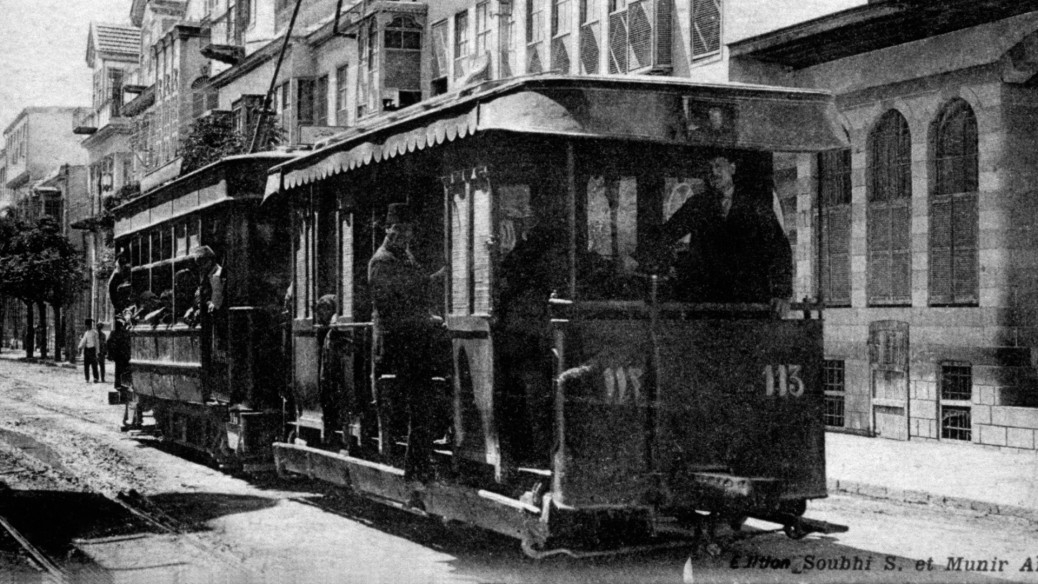
Zug der Straßenbahn Damaskus, Rückansicht, ca. 1910. Am Zugschluss Beiwagen 113

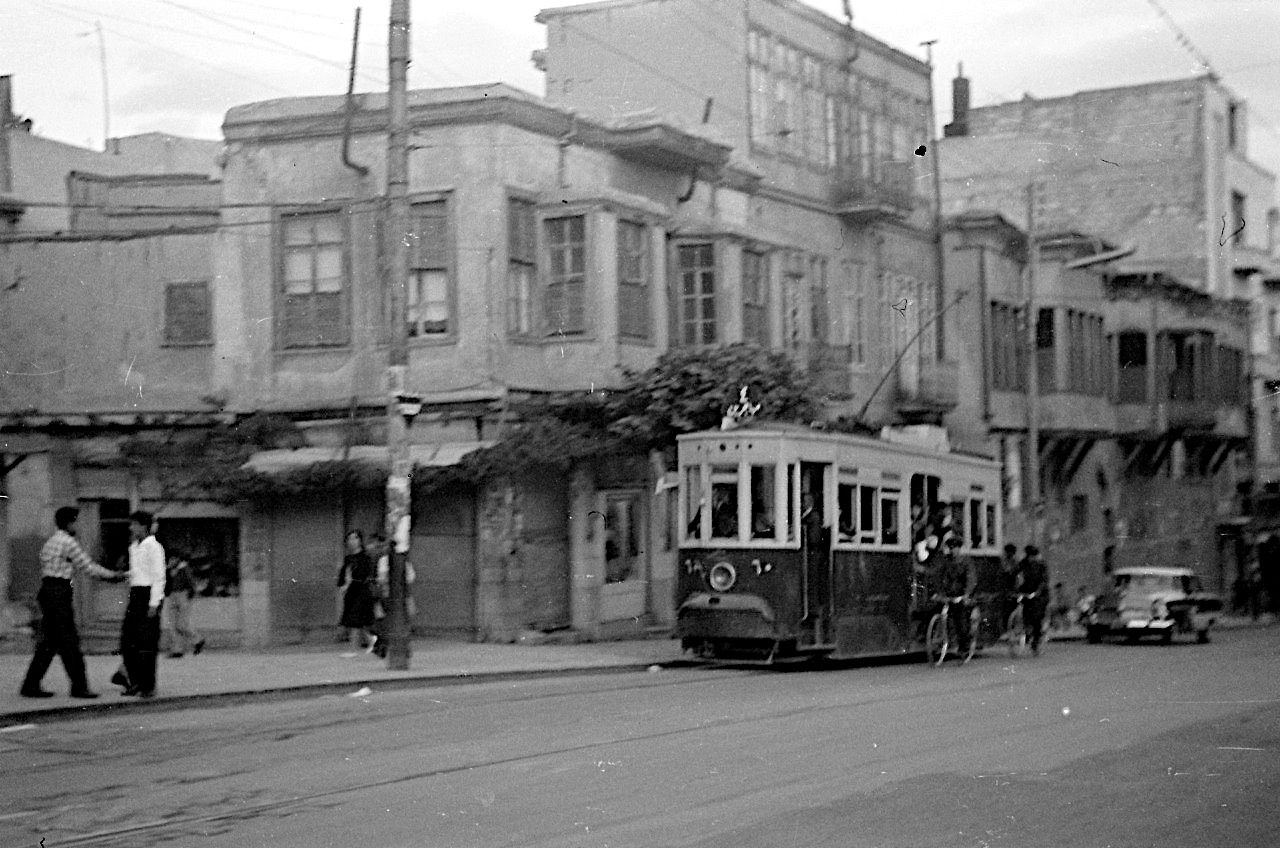
Straßenbahn in Damaskus im Jahr 1962

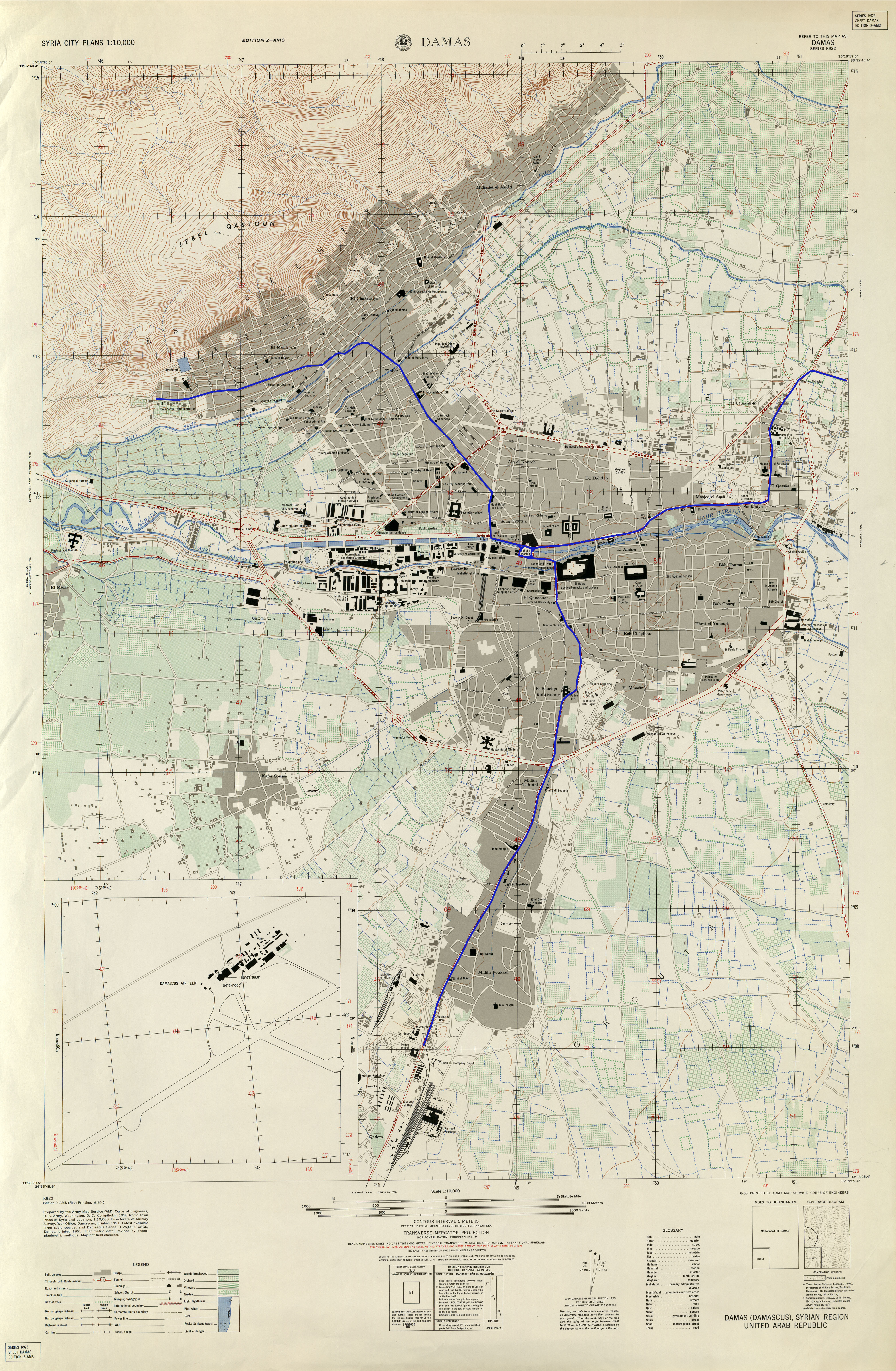
Stadtplan von Damaskus, U.S. Army Map Service, 1958, mit hervorgehobenen Straßenbahnstrecken

Die Straßenbahn Damaskus war das Straßenbahnsystem der syrischen Hauptstadt. Sie verkehrte zwischen dem 7. Februar 1907 und 1967 auf der im Nahen Osten gängigen Spurweite von 1050 mm.

## Geschichte

### Konzession

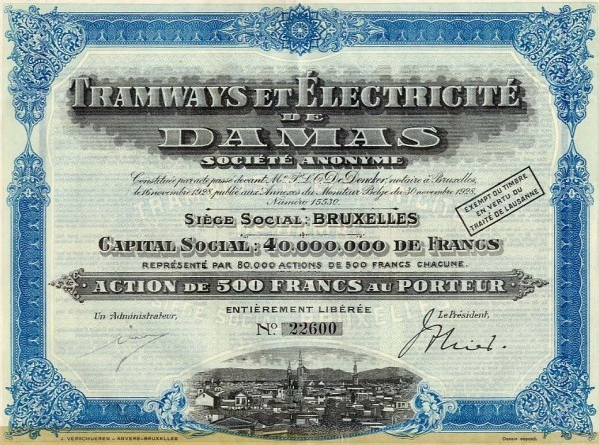
Aktie über 500 Franc des Unternehmens Tramways et Électricité de Damas

Bereits am 20. Februar 1890 erhielt Youssuf Moutran Effendi eine osmanische Konzession für fünf Pferdestraßenbahnstrecken von Konak ausgehend nach Midan, Al Salhiyeh, Bab Charki, Duma und Méhallah ausgestellt. Da es nicht zum Bau dieser Straßenbahn kam, vergab der Minister für öffentliche Arbeiten Mustafa Zihni Pascha am 29. März 1903 nunmehr an Mehmed Ali Bey, der für Emir Mohamed Arslan handelte.
Zwei Gruppen um Armand Rouffart von der Empain-Gruppe und Charles Cigogna, einem italienischen Manager der Société General de Chemins de fer économiques waren bereits an den Straßenbahnen von Kairo beteiligt und übernahmen die Konzession. Der Preis betrug 700.000 Belgische Franken (BEF) in bar, 100.000 BEF in Form von Wertpapieren der zu gründenden Gesellschaft. Im Gegenzug erhielt Izzet Pascha, Mehmeds Vater, einen erblichen Sitz im Verwaltungsrat sowie 50.000 BEF für ihn persönlich. Die Société impériale ottomane Tramways et Eclairage électriques de Damas (Kaiserlich-Ottomanische Gesellschaft für Straßenbahnen und elektrische Beleuchtung von Damaskus) wurde am 16. Dezember 1904 in Konstantinopel gegründet.
Das Baukomitee, bestand aus Jules Jacobs, dem erwähnten Charles Cigogna und François Empain. Sie entschieden, für die Elektrizitätsversorgung ein Wasserkraftwerk mit Schweizer Technologie am Barada zu setzen. Fast alle Komponenten für das Straßenbahn- und das Elektrizitätsversorgungssystem wurde aus Europa bezogen – "sogar die Besen werden aus Europa importiert" – so etwa das Schienenmaterial von den Aciéries d'Angleur in Lüttich.
Der Auftrag für die Fahrbetriebsmittel, darunter 19 offene Triebwagen und 6 Beiwagen erging für den mechanischen Teil an Franco-belge (La Croyère) und für den elektrischen Teil an Ateliers de Constructions électriques de Charleroi (ACEC).
Das gesamte Führungspersonal bestand aus Europäern, die Namensliste zeigen spanische, flämische, deutsche, griechische und französische Namen. Keiner der ersten europäischen Führungskräfte blieb länger als bis 1908 in Damaskus.
Die Al Salhiyeh-Linie wurde am 12. Februar 1907 und die Midan-Linie am 14. Februar 1907 eröffnet. In den Jahren 1913 und 1914 folgten die Al Mouhajrin- und die Scheich Mohieddin-Linie. Aufgrund der klimatischen Gegebenheiten entsprach die Ausführung der Triebwagen als Sommerwagen nicht. Die Wagenkästen wurden durch solche in geschlossener Ausführung ersetzt. Die Altkästen wurden zu Beiwagen umgebaut.

### Erster Weltkrieg
Im Ersten Weltkrieg entstand Mangel an Ersatzteilen. Daraufhin wurden die Linie nach Al Mouhajrin eingestellt. Ebenso wurde die Linie nach Scheich Moheiddine – allerdings nach schweren Unfällen – eingestellt. Mitte März 1918 werden alle Straßenbahnen eingestellt, da die Stromerzeugung für militärische Einrichtungen und die Bedürfnisse der Hedschasbahn – obwohl sie mit Dampf verkehrte, war sie ein wichtiger Stromkunde – reserviert wurde.

### Nach dem Ersten Weltkrieg
Die erste Amtshandlung der neuen arabischen Regierung nach Kriegsende war die Wiedereinführung der Straßenbahntarife aus der Vorkriegszeit, was die Gesellschaft in eine unhaltbare Situation brachte.
Während des Drusenaufstands von 1925–1927 entschädigte das Hochkommissariat die Gesellschaft für 500.000 BEF an Schäden, die während des Aufstands entstanden waren. Die Midan-Linie wurde zwischen 1925 und 1926 nicht betrieben.
Am 16. November 1928 wurde in Brüssel die Tramways et Electricité de Damas, eine Aktiengesellschaft nach belgischem Recht, gegründet.  Das Grundkapital betrug 40.000.000 Francs, aufgeteilt auf 80.000 Aktien zu je 500 Francs.
Das Unternehmen erhielt noch im gleichen Jahr das Recht, eine Vorort-Straßenbahnlinie nach Duma mit einer Zweiglinie nach Jobar und eine kurze Verlängerung der Linie Al Mouhajrin zu bauen. Die belgische Industrie lieferte 18 neue Triebwagen und 4 Anhänger.

„Die neue Straßenbahnlinie, die den Merdje-Platz mit den christlichen Vierteln Bab-Touma und Kassah verbindet, deren Bau abgeschlossen ist, wurde eingeweiht. Die Gesellschaft plant den Bau einer neuen Linie, die den Merjeh-Platz über die Midhal-Pascha-Straße mit Bato-Charki verbindet. Die Pläne sind fertiggestellt und wurden zur dem Stadtverwalter zur Genehmigung vorgelegt. In Bezug auf die Linie Merjeh-Mezzé, auf der ein „europäisches“ Viertel von Damaskus errichtet wird, wurde beschlossen, die Prüfung zu vertagen. Die Linie Damaskus-Duma wird in zwei Monaten fertiggestellt sein.“

Nach Bombenanschlägen im Jahr 1931 musste der Straßenbahnbetrieb für einige Wochen eingestellt werden.
Im Februar 1933 berichtete "La Correspondance d'Orient": "Die Straßenbahnlinie, die die Konzessionsgesellschaft 1930 in Betrieb genommen hatte, wurde im Laufe des Jahres weitgehend fertiggestellt und neun neue Triebwagen in Betrieb genommen."

### Zweiter Weltkrieg und die Zeit danach
Bei Énergie in Charleroi wurden neue Fahrgestelle sowie neue leistungsstärkere Motoren von ACEC bestellt. Sie kamen allerdings nicht in Damaskus an.
Im Jahr 1943 wurde das Straßenbahnsystem in einem britischen Geheimdiensthandbuch erwähnt:

„There is a tram service which starts in the centre of the town - Place Merjeh - with two main lines, one north-west to Salihiyeh, the other south to Meidan.“

Nach dem Krieg erlangte Syrien 1946 die Unabhängigkeit. Das Unternehmen plante, die verlustreichen Straßenbahnen abzustoßen, um die Stromerzeugung auszubauen. 1951 verstaatlichten die syrischen Behörden schließlich das gesamte Unternehmen für 7.600.000 syrische Pfund.
Im Jahr 1950 hatte die syrische Regierung erklärt, die Straßenbahnen innerhalb von drei Jahren liquidieren zu wollen. 
1965 meldete das britische Magazin  Modern Tramway and Light Railway Review "aus zweiter Hand", dass die Jobat-Linie noch in Betrieb, die Douma-Linie aber stillgelegt sei. Hinsichtlich der Strecke zum Souk (Markt) wurde angenommen, sie wäre stillgelegt worden.
Die letzte Straßenbahn fuhr erst 1967.

## Neue Ideen
Im Zuge einer im Jahr 2020 erstellten Studie über neue Verkehrswege in Damaskus wurde als Alternative auch ein Straßenbahnsystem erwogen. Die Studienautoren schlugen allerdings ein Metrosystem als geeignetste Variante vor.

## Galerie

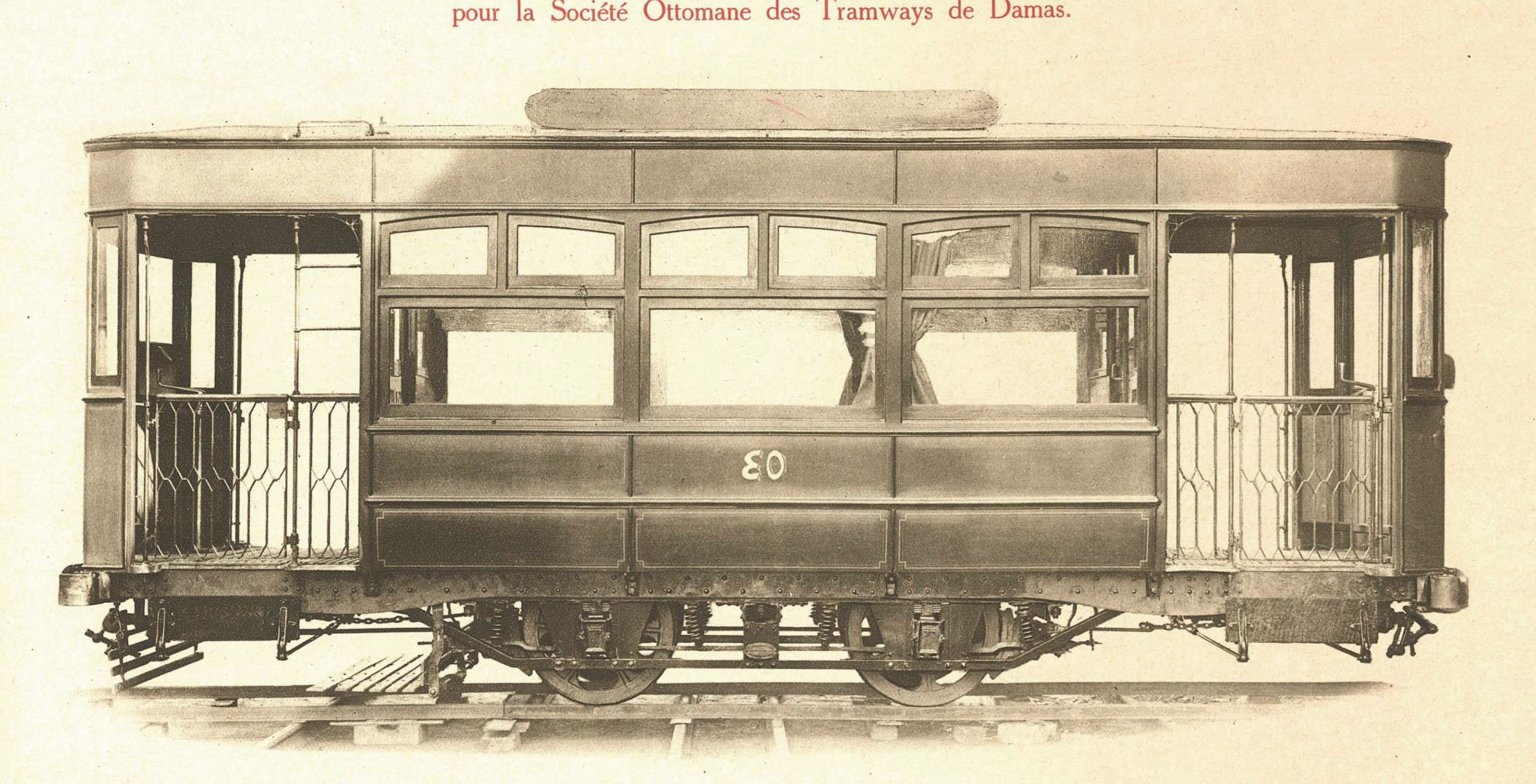
Triebwagen 54 Straßenbahn Damaskus
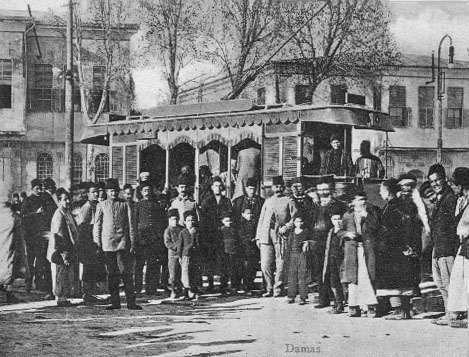
Straßenbahn Damaskus ca. 1907
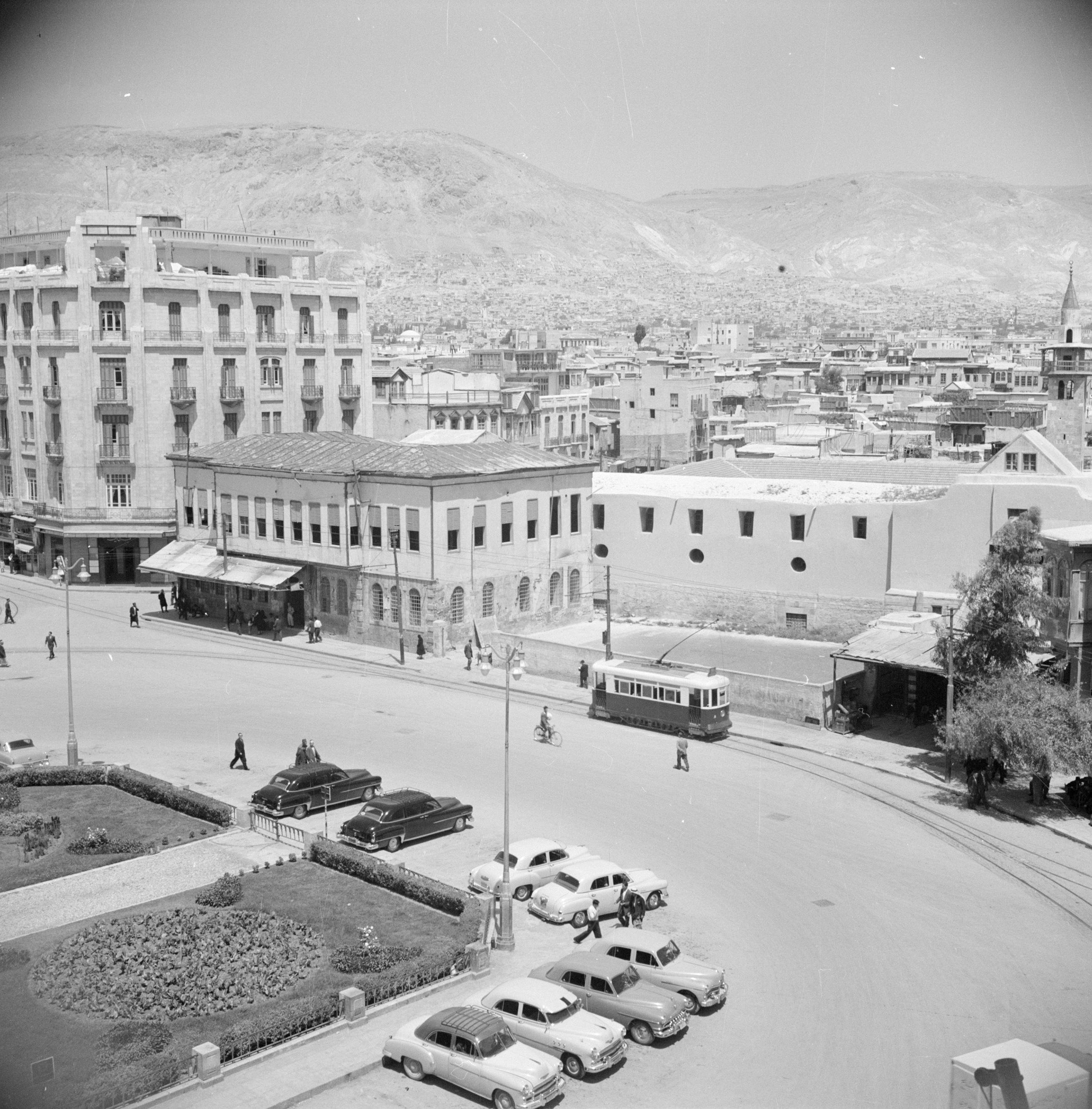
Triebwagen am Platz der Märtyrer, 1950
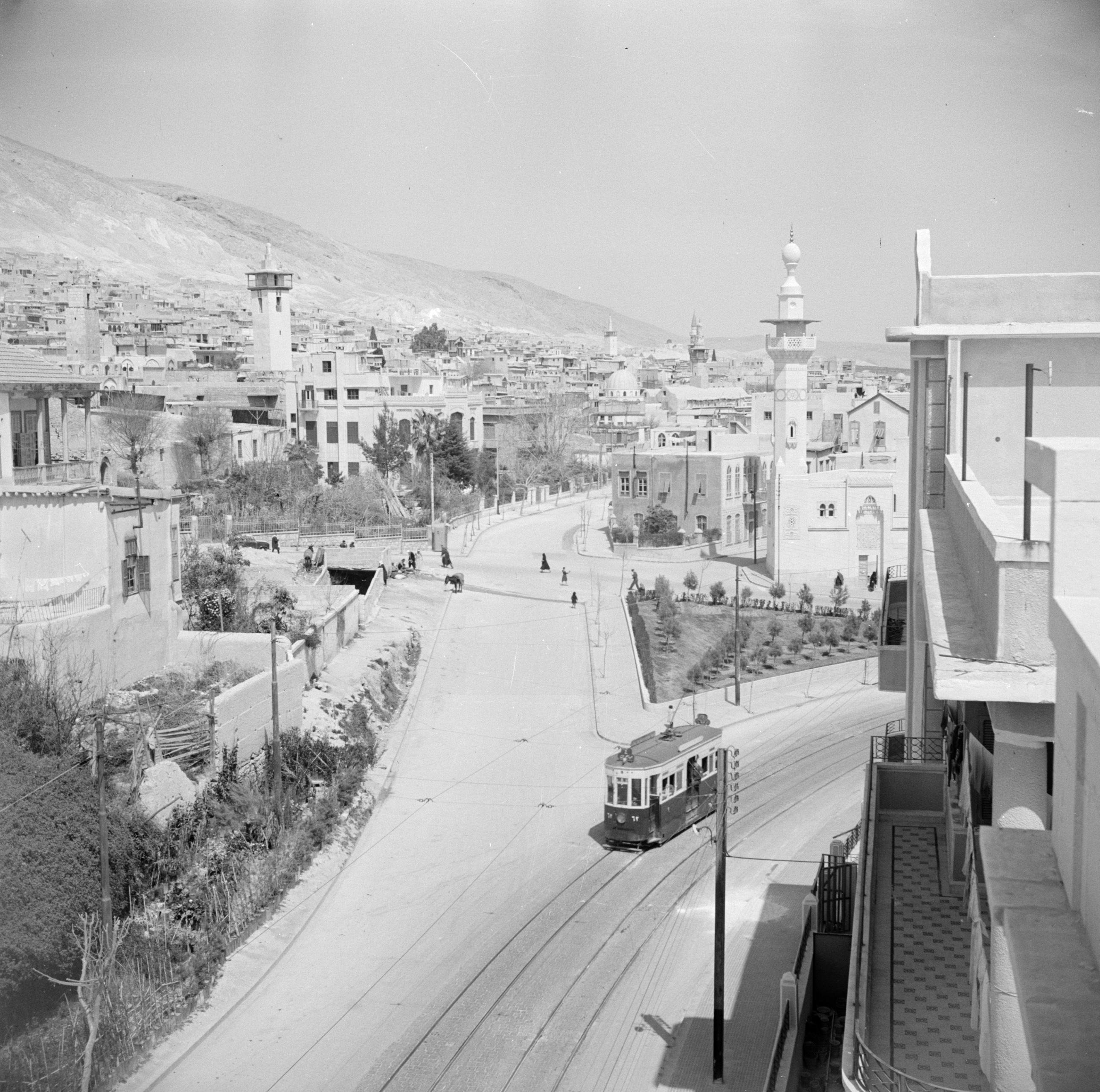
Triebwagen auf zweigleisiger Strecke, 1950
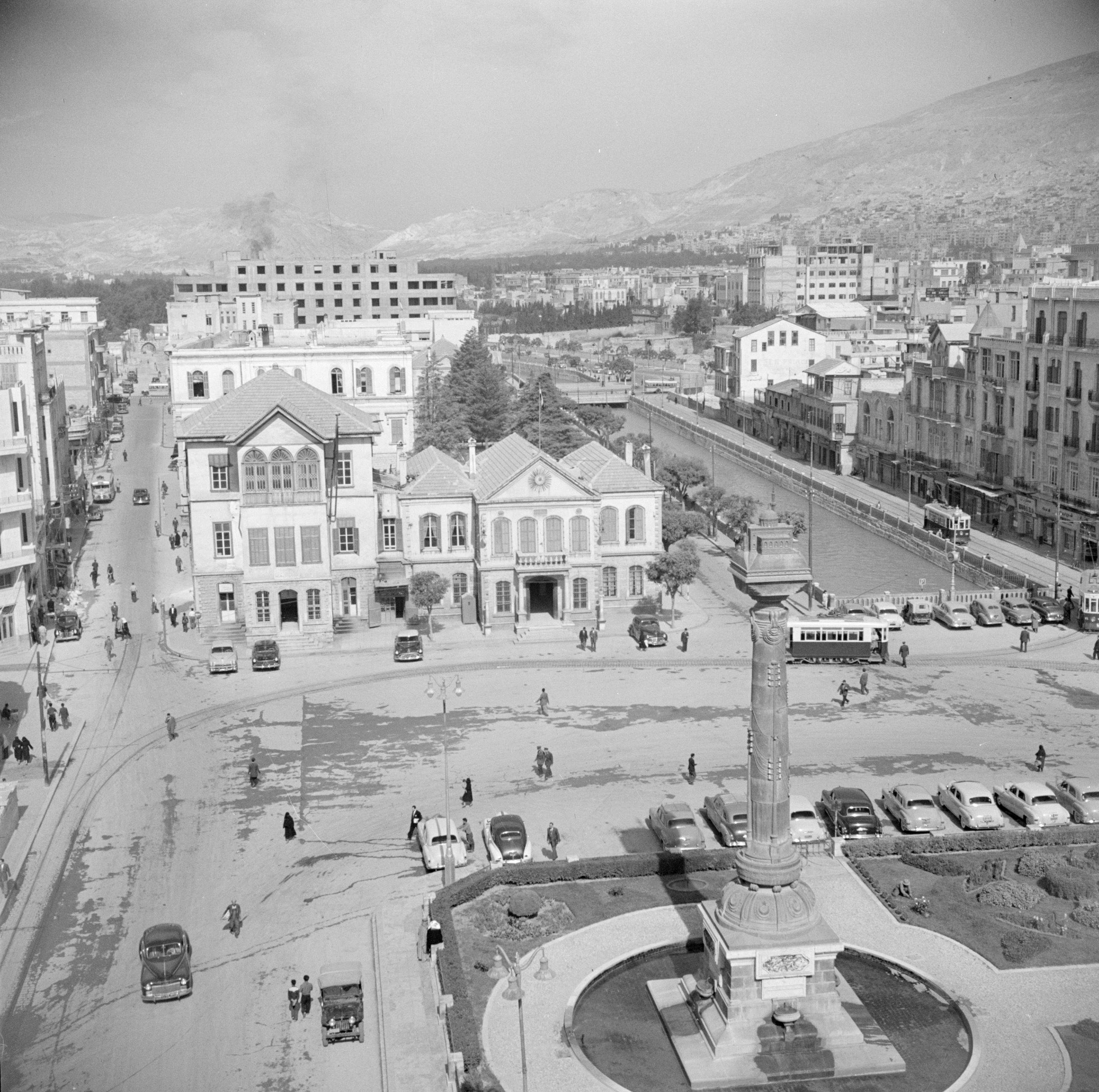
Platz der Märtyrer, 1950